# Aitolos (Sohn des Oxylos)
Aitolos (altgriechisch Αἰτωλός Aitōlós) ist in der griechischen Mythologie der Sohn des Oxylos und der Pieria.
Er starb früh, und wegen eines Orakelspruches, der besagte, dass seine Leiche weder innerhalb noch außerhalb der Stadt Elis ruhen dürfe, errichteten die Eltern das Grab unter dem Tor, welches nach Olympia und zum Zeustempel führte. Angeblich herrschte noch zur Zeit des Pausanias (2. Jahrhundert n. Chr.) die Sitte, dass der Gymnasiarch von Elis am Grab des Aitolos jedes Jahr Opfer darbrachte.